# Véronique Durruty
Véronique Durruty, née le 25 mars 1969 à Dax, est une artiste, auteure, plasticienne et photographe française.

## Biographie
Née à Dax le 25 mars 1969 Véronique Durruty a passé son enfance et son adolescence en Belgique, puis en Tunisie et au Maroc, où ses parents étaient enseignants dans le cadre de la coopération. Elle s'installe en France, à Paris, après l'obtention de son Baccalauréat.
Sa recherche porte sur l'importance de l'imaginaire et de l'invisible à travers des voyages réels ou intérieurs, et sur le croisement des sens et des sensations.
Plasticienne, son médium d'expression principal est la photographie, elle utilise aussi l'écriture, les films, le dessin, la broderie, associés ou non à la photographie, ou encore réalise ou fait réaliser autour de son travail des créations s'adressant à d'autres sens, comme des parfums des morceaux de musique ou des sons divers.
Elle est l'artiste retenue par Bureau des Objets Emotifs pour sa collection 2013. En 2019, trois de ses œuvres sont retenues dans le cadre de "un lieu, une œuvre" par le Ministère de la Culture (France).
Elle est membre de l’agence photographique Gamma-Rapho depuis 2008.
Depuis 2021, en association avec Hervé Gergaud, elle signe également des travaux de photomontages sous le nom Nico&Hervé.
Véronique Durruty vit et travaille à Paris.

## Expositions
- Vibrations vaudoues, Exposition personnelle, 2025, Photographies, Centre de la Culture, Le Guilvinec[5]
- Impromptus du Luberon, Exposition personnelle, 2025; Photographies et aquarelles, Artothèque  de  Saignon[6]
- ChiMères, avec Sabine André-Donnot, 2025, Photographies, Galerie MyWei, Paris
- Black&Blue, 2025  Exposition personnelle, 2025; Photographies et encres sur papier, Espace la blaque, Aubervilliers
- Corps et âmes,  Exposition personnelle, 2024, Photographies, encres sur papier et techniques mixtes, esoace 44, Paris
- V, Exposition personnelle, 2024, Photographies et techniques mixtes, Villa Violet, Paris[7]
- Rencontres, Exposition personnelle, 2024, Photographies, encres sur papier, Le 3e café, Paris[8].
- Joy !, Exposition personnelle, 2023, Photographies, photo-dessins, dessins, La galerie de la rue Volta, Paris.
- IA=AÏ?, Exposition personnelle, 2023, Photographies, photo-dessins, dessins, VOZ'galerie, Boulogne-Billancourt[9]
- Vivre l'ailleurs, Exposition personnelle, 2023, Photographies, photo-dessins, dessins, galerie Comptoir des voyages, Paris[10].
- Révélations, Exposition personnelle, 2023, Photographies et photo-dessins, L'angle photographies, Hendaye[11].
- Ectoplasmes, Exposition personnelle Nico&Hervé (Véronique Durruty et Hervé Gergaud), 2022, La galerie de la rue Volta, Paris.
- Faire sens, Exposition personnelle, 2022, Photographies, photo-dessins, encres aquarellées. Galerie de Mézières, Eaubonne.
- Genèse, Exposition personnelle Nico&Hervé (Véronique Durruty et Hervé Gergaud), 2021, Photographies. VOZ'Galerie, Boulogne-Billancourt.
- Mademoiselle rêve, Exposition personnelle, 2021, photographies, photo-dessins, encres aquarellées, Galerie Rachel Hardouin, Paris
- La vie en bleu(s), Exposition personnelle, 2021, Photographies, photo-dessins, encres aquarellées. Galerie Espace Corot, Montigny-Lès-Cormeilles.
- Paris en liberté, Exposition personnelle, 2020. Photographies. La lucarne des écrivains, Paris ; Justine Red, Paris.
- I have dreams, Exposition personnelle, 2020. Photographies, photo-dessins, encres, encres aquarellées. Le loft, Le Pré-Saint-Gervais.
- Le meilleur ami de l'homme. Exposition personnelle, 2020. Photographies. Mairie du XIXe arrondissement, Paris : La lucarne des Ecrivains, Paris.
- BLACK&Light, Exposition personnelle, 2019. Photographies, photo-dessins, encres. VOZ'Galerie, Boulogne Billancourt.
- InSENSé. Exposition personnelle, 2019. Photographies, techniques mixtes, encres. Galerie Jean-Baptiste Claudot, Les Pavillons-sous-bois
- Ailleurs. Exposition personnelle, 2018. Galerie Lehalle, Paris
- Après le feu. Exposition personnelle, 2018. Photographies. Villa Violet, Paris
- La vie en Bleu. Exposition personnelle, 2018. Photographies, photo-dessins, encres aquarellées. La Lucarne des Ecrivains, Paris.
- Le sein de la terre, Exposition personnelle, 2018. Encres et aquarelles sur papier[12]. La lucarne des écrivains, Paris
- Parisiennes, Exposition personnelle, 2018. Encres. Place Saint-Sulpice, Paris
- Gémir n'est pas de mise, Exposition personnelle, 2017. Photographies. La cité des Voyageurs, Genève, Suisse ; 2022, No Mad Festival, Cergy-Pontoise
- 11265, Exposition personnelle, 2017. Photographies. Galerie Lehalle, Paris
- Mondes Indiens, Exposition personnelle, 2017. Photographies. Pop'up space Voyageurs du Monde, Paris ; Le Petit Choiseul, Paris ; La Maison des Baies, Vannes ; Centre de documentation du lycée Albert Châtelet, Saint-Paul sur Tournoise ; Espace culturel Francis Sagot, Fruges : Lycée Yann Arthus Bertrand, Radinghem ; Centre socio-culturel, Hucqueliers
- Duras Song, Asia song. Exposition personnelle, 2016. Galerie Impressions, Paris ; semaine de la photo de Oissery, France ; l'Atrium, La Garenne-Colombes ; Rotonde de la Mairie de Trouville, France ; 2017, Maison Jacques Brel, Villiers le Bel, France : Lycée Yann Arthus Bertrand, Radinghem, France ; Centre socio-culturel, Hucqueliers, France.
- Véronique Durruty, rétrospective. Exposition personnelle, 2016. Maison des Hauts d'Issy, Issy-les-Moulineaux
- L’heure des loups & Brussels dreams, Exposition personnelle, 2014.Photographies. Brussels Art Night, Bruxelles
- La peau nue,. Exposition personnelle, 2014. Photographies. Galerie Art-T-Tik, Lyon
- Icônes. Exposition personnelle, 2013, Techniques mixtes, Galerie Lehalle, Paris. 2014,  Villa Violet, Paris ; Petit Choiseul, Paris . 2015, Mots en Marge, La Garenne-Colombes ; Lucarne des écrivains, Paris ; Ubiznews, Paris ; Colibris, Châtenay-Malabry ; No Mad  festival, Cergy-Pontoise. 2016, Espace Sorano, Vincennes. 2018,  Centre Cerise, Paris
- Japan Trip,  Exposition personnelle, 2013. Photographies, Justine Red, Paris ; Mille feuilles, Bievres. 2014, Mots en marge, La Garenne Colombes ; semaine de la photographie, Oissery. 2017, Espace des Arts, Les Pavillons-sous-bois, 2017. 2018, Salon des  artistes, Paris 2
- Lire, Exposition personnelle ,2013.  Photographies, Centre culturel Odyssud, Blagnac ; 2016, Grand Hall d'exposition de la Maison de l'Université Jean Monnet, Saint-Etienne. 2018,  Médiathèque Michel Crepeau, La Rochelle
- Marques mondiales, Exposition personnelle ,2013. Photographies, Centre culturel de la Fleuriaye, Carquefou
- For Women in Science, avec Patrick Guedj, 2013. Photographies, Siège de l’UNESCO, Paris ; Aéroports de Paris. 2013, Champs Elysées, Paris
- Apprendre (écoliers du monde). Exposition personnelle, 2012. Photographies. Maison des hauts d’Issy, Issy les Moulineaux ; La galerie, Antibes. 2013, Salle d’exposition Saint-Nicolas des Champs, Paris. 2014, Espace Jean Cocteau, Massy. 2015, Salle d'exposition, Montmarault. 2016, Grand Hall d’exposition de la Maison de l’Université Jean Monnet, Saint-Etienne ; 2024, centre culturel des Brumiers, Saint-Pathus
- L’heure des loups, Exposition personnelle, 2011. Photographies, Galerie le Pictorium, Paris. 2012, Dear, Paris ; Abbaye de Sainte-Croix, les Sables d’Olonne. 2013, Musée du peu, Bonson ;Espace des Arts, Les-Pavillons sous Bois. 2014, Château Peixotto, Talence. 2015, Galerie Arkea, Brest
- Divinos latinos, Exposition personnelle, 2011. Photographies, Galerie le Pictorium, Jonzac
- Caliente, Exposition personnelle, 2011. Photographies, Galerie le Pictorium, Jonzac
- Sur les routes, Exposition personnelle, 2010. Photographies, La Contre allée, Paris
- Un grain de couleur, .Exposition personnelle, 2010. Photographies, Galerie le Pictorium, Paris. 2011, Festival photographique de Bièvres ; Salon de la photo, Paris, 2011. 2012, Sheraton Paris Airport. 2013, Le Petit Choiseul, Paris. 2014, Conservatoire FJ Gossec, Gagny ; Grand Hall d'exposition de la Maison de l'Université Jean Monnet, Saint-Etienne 2014. 2015, Espace Nelson Mandela, Gennevilliers ; Espace Cultura, Moulins ; Galerie « La couleur du temps », Vichy. 2016, Pôle culturel Simon Le Franc, Paris. 2017, Lycée Yann Arthus Bertrand, Radinghem ; Collège Jacques Brel, Fruges ; Association « A petits Pas », Ruisseauville ;  Centre socio-culturel, Hucqueliers
- Images d’un monde irréel, Exposition personnelle, 2010. Photographies, Consulat général de Colombie, Paris ; Musée des Fosses d’Enfer, Saint Rémy-sur-Orne ; La Bellevilloise, Paris ; Cité des voyageurs, Paris ; Cabaret sauvage, Paris ; Polydôme, Clermont-Ferrand. 2011, Cité des voyageurs, Nantes ; Opéra de Massy. 2012, Festival théâtres au cinéma, Bobigny ; Festival planète couleur, Saint-Etienne ; Printemps de la photo, Saint-Genest
- Immaterial, Exposition personnelle, 2009. Photographies, Siège de l’UNESCO, Abu Dhabi
- L’Inde des sens,  Exposition personnelle, 2008. Photographies, Espace Asia, Toulouse. 2009, Espace Asia, Paris. 2011, Médiathèque des 4 chemins, Nice. 2012, Château des Bouillants, Dammarie-Lès-Lys. 2013, Espace Georges Pompidou et Musée Garinet, Châlons-en-Champagne. 2014, Pôle culturel JC Izzo, Chateauneuf-les-Martigue
- About colors, Exposition personnelle, 2008. Photographies, Women’s forum, Deauville
- Surface sensible, Exposition personnelle, 2008. Photographies, Galerie d’Art de Dax
- Plus ou moins l’infini, Exposition personnelle, 2008. Photographies et installations, 2006. Sorde l’abbaye ; Le Grand Château, Nice
- Afriques, Exposition personnelle, 2006. Photographies, Salon d’art contemporain Artpage, grande arche de la Défense
- Corps écorces,  Exposition personnelle, 2006. Photographies, Galerie d’art de Croissy Beaubourg
- Afrique en parfums, avec Patrick Guedj, 2005,  Photographies, Musée Dapper, Paris
- Voyage aux pays des sens, Exposition personnelle, 2005. Photographies, Galerie Nikki Diana Marquardt, Paris
- Ailleurs, Exposition personnelle, 2004. Photographies,New York
- Red Nights, avec Patrick Guedj, 2004,  Photographies, Salon de la Photo, Paris
- Extérieur Nuit, avec Patrick Guedj, 2003,  Photographies, Grilles du Jardin du Luxembourg, Paris[13]; Rencontres d'Arles, Chapelle Saint-Charles, Arles
- Portes d'Afrique, avec Thomas Goisque, 2003,  Photographies. Festival international du scoop et du journalisme, Angers
- Rouge, avec Patrick Guedj, 2001-2002, Photographies. New York / Tokyo / Londres / Paris
- Des Nuits sur la Terre, avec Patrick Guedj, 2001. Photographies, Festival Biarritz Terre d’Images par Claude Nori, Biarritz
- Mômes, avec Patrick Guedj,1997. Photographies, Espace ESAG, Paris
- Mômes d’Asie, avec Patrick Guedj,1996. Photographies, Studios Rouchon, Paris

## Expositions collectives
- Luit la nuit, 2025, Photographies, Espace 44, Paris
- Synthèse, 2024, Photographies et techniques mixtes, L'angle photographies, Hendaye[14].
- Futurs libres, 2022, Villa Violet, Paris. Véronique Durruty y a exposé sa série "Naissance des spectres" (photographies)[15].
- Café Inn, 2016-2017. Photographie. MuCEM, Marseille
- De l’ombre à la lumière, 2011. Médiathèque de Rueil Malmaison

## Livres d'artiste
- Empire du Néant, photographies, 2024. Sculpture Alexandra Fontaine, texte Michel Ménaché, typographie au plomb Laurent Né. 12 exemplaires ( Index éditions) numérotés et signés
- V., images et textes, 2024.100 exemplaires numérotés et signés dont 50 pièces uniques
- F., textes, collages, dessins reprisés, 2023, pièce unique, collection publique.
- Ectoplasmes, photomontages Nico & Hervé, 2021; 75 exemplaires numérotés et signés
- Genèse,photomontages Nico & Hervé, 2021, 300 exemplaires numérotés et signés
- Black(s), photographies et textes, 2019, 100 exemplaires numérotés et signés
- Blue(s), paysages émotionnels, photographies et sons, 2019, 100 exemplaires numérotés et signés

## Ouvrages de Véronique Durruty
- Impromptus du Luberon, photographies. 2025, Banquet éditions.
- Mademoiselle rêve, catalogue de l'exposition. 2021, Galerie Rachel Hardouin
- Paris en liberté, textes et photographies. 2020, Editions la Lucarne des Ecrivains
- Le meilleur ami de l'homme, textes et photographies. 2020, Editions la Lucarne des Ecrivains
- Zygomatiques; le livre pour rire, textes et photographies. 2019, Editions la Lucarne des Ecrivains
- Le sein de la terre, dessins. Poésies de Marilyse Leroux, 2018. Editions la Lucarne des Ecrivains[16].
- Parisiennes d'ici et d'ailleurs, dessins. Poésies de Sofia San Pablo. 2018, Editions la Lucarne des Ecrivains
- Mondes indiens. Textes, photographies et dessins. 2017, Éditions de la Martinière[17]
- Duras et elles, photographies. catalogue de l'exposition. 2016, Editions Kalimero
- Maisons des rêves. Photographies avec Nicolas Mathéus. 2016, Éditions de la Martinière
- Women's book, un monde de femmes. Textes, photographies et dessins. 2014, Éditions de la Martinière
- Tout d'abord, déshabiller l'esprit. 2014, Editions Kalimero
- Japan book, voyage nippon. Photographies et carnets. 2013, Éditions de la Martinière
- Iles, tour du monde aléatoire. Textes, photographies et dessins. 2012, Éditions de la Martinière[18]
- L'heure des loups, catalogue de l'exposition. 2011, Editions le Desk
- Road book, voyageurs du monde. Textes, photographies et carnets, 2010, Éditions de la Martinière
- L'enfance, photographies. 2010, Editions Aubanel
- Le bonheur, photographies. 2010, Editions Aubanel
- L' amour, photographies. 2010, Editions Aubanel
- Indian Holi. Photographies. 2008, Éditions de la Martinière
- Tour du monde des bouts du monde, textes et photographies. 2008, Editions Aubanel
- La maison du Chocolat, photographies. 2008, Editions Aubanel, 2009, Editions Abrams
- Caliente, sensations latines, textes, photographies et dessins. 2007, Editions Aubanel
- La chimie de nos émotions, photographies. 2007, Editions Aubanel
- Méditations, photographies. 2006, Editions Marabout
- Afrique en parfums, textes, photographies et dessins. 2005, Editions Hermé[19]

- Voyage au pays des sens. Textes et photographies. 2005, Éditions de la Martinière
- Orient impress, textes et photographies, 2003. Editions Kalimero
- Nouvelles d'Afrique, photographies avec Thomas Goisque. 2003, Editions Gallimard
- Sillages d'Afrique, photographies avec Thomas Goisque. 2003, Editions Gallimard
- Extérieur nuit, textes et photographies, 2002. Editions Flammarion
- Parfums de l'Inde, textes et photographies, 2002. Editions Flammarion
- Fleur de peau, textes et photographies, 2002. Editions plume.
- Rouge, photographies, 2001. Editions Coromandel
- Bouilles de mômes, textes et photographies, 2000. Editions Hachette
- Mômes d'Asie, sauts de puce de gaminerie en gaminerie, photographies, 1995. Editions Kalimer